# Vodafonedeildin (2009)/Wyniki spotkań
W roku 2009 odbywają się rozgrywki 67. edycji pierwszej ligi Wysp Owczych, zwanej od tego roku Vodafonedeildin. Podczas tego sezonu każdy z zespołów zagra dwadzieścia siedem spotkań, od 3 kwietnia do 3 października 2009. Na każdą kolejkę składa się pięć meczów.

## Wyniki

### 1. część

#### 1. kolejka
| 3 kwietnia 2009 18:00 | Víkingur Gøta · Magnus Skoralíð 7' · Hans Jørgen Djurhuus 90+3' | 2:01:0 | ÍF Fuglafjørður | Serpugerði, Gøta Sędzia: Dagfinn Olsen |
|                       |                                                                 |        |                 |                                        |

| 4 kwietnia 2009 15:00 | HB Tórshavn · Milan Kuljic 31' · Rógvi Poulsen 44' · Andrew av Fløtum 79' | 3:12:1 | B68 Toftir · 9' Dánjal P. Højgaard | Gundadalur, Tórshavn Widzów: 300 Sędzia: Eiler Rasmussen |
|                       |                                                                           |        |                                    |                                                          |

| 4 kwietnia 2009 17:00 | NSÍ Runavík · Hjalgrím Elttør 55' | 1:10:1 | KÍ Klaksvík · 41' Kristoffur Jakobsen | Við Løkin, Runavík Widzów: 500 Sędzia: Ransin Djúrhuus |
|                       |                                   |        |                                       |                                                        |

| 5 kwietnia 2009 15:00 | B36 Tórshavn · Brima Koroma 7' · Sam Malsom 42' · Jákup á Borg 53' | 3:22:2 | AB Argir · 8' Nikolaj Eriksen · 43' Dánial Rói Olsen | Gundadalur, Tórshavn Sędzia: Petur Reinert |
|                       |                                                                    |        |                                                      |                                            |

| 5 kwietnia 2009 16:00 | EB/Streymur · Arnbjørn Hansen 10' 46' | 2:11:1 | 07 Vestur · 39' Jens Erik Rasmussen | Við Márgáir, Streymnes Widzów: 400 Sędzia: Rúni Gaardbo |
|                       |                                       |        |                                     |                                                         |

#### 2. kolejka
| 13 kwietnia 2009 17:00 | B68 Toftir · Ahmed Keita 75' | 1:00:0 | AB Argir | Svangaskarð, Toftir Widzów: 200 Sędzia: Lars Müller |
|                        |                              |        |          |                                                     |

| 13 kwietnia 2009 16:00 | ÍF Fuglafjørður · Bartal Eliasen 51' | 1:20:2 | B36 Tórshavn · 11' Klæmint Matras · 32' Jákup á Borg | Fløtugerði, Fuglafjørður Widzów: 300 Sędzia: Rúni Gaardbo |
|                        |                                      |        |                                                      |                                                           |

| 13 kwietnia 2009 16:00 | HB Tórshavn · Milan Kuljic 52' | 1:00:0 | EB/Streymur | Gundadalur, Tórshavn Sędzia: Dagfinn Olsen |
|                        |                                |        |             |                                            |

| 13 kwietnia 2009 16:00 | 07 Vestur · Gunnar Haraldsen 83' | 1:40:1 | NSÍ Runavík · 40' Bogi Løkin · 53' Óli Hansen · 86' Hjalgrím Elttør · 89' Károly Potemkin | Sørvágur Widzów: 500 Sędzia: Georg Rasmussen |
|                        |                                  |        |                                                                                           |                                              |

| 13 kwietnia 2009 16:00 | KÍ Klaksvík · Ivan Joensen 8' · Tórður Lervig 90' | 2:21:0 | Víkingur Gøta · 60' Súni Olsen · 62' Finnur Justinussen | Djúpumýri, Klaksvík Sędzia: Páll Áugustinisen |
|                        |                                                   |        |                                                         |                                               |

#### 3. kolejka
| 17 kwietnia 2009 18:30 | Víkingur Gøta · Finnur Justinussen 8' · Hans Jørgen Djurhuus 13' · Súni Olsen 27' · Andreas Lava Olsen 76' 83' · Áslakkur Petersen 87' | 6:23:1 | 07 Vestur · 35' Milaj Pejcic · 75' Tór Ingar Akselsen | Serpugerði, Gøta Widzów: 600 Sędzia: Bárður Mortensen |
|                        | |        |                                                       |                                                       |

| 19 kwietnia 2009 16:00 | EB/Streymur · Levi Hanssen 7' · Arnbjørn Hansen 68' · Leif Niclassen 84' | 3:01:0 | B68 Toftir | Við Márgáir, Streymnes Widzów: 500 Sędzia: Ransin Djúrhuus |
|                        |                                                                          |        |            |                                                            |

| 19 kwietnia 2009 15:00 | B36 Tórshavn · Róaldur Jacobsen 77' | 1:00:0 | KÍ Klaksvík | Gundadalur, Tórshavn Widzów: 500 Sędzia: Eiler Rasmussen |
|                        |                                     |        |             |                                                          |

| 19 kwietnia 2009 15:00 | AB Argir · Rasmus Nielsen 16' · John Hansen 90+4' | 2:01:0 | ÍF Fuglafjørður | Vika Stadium, Argir Widzów: 300 Sędzia: Georg Rasmussen |
|                        |                                                   |        |                 |                                                         |

| 20 kwietnia 2009 19:30 | NSÍ Runavík · Károly Potemkin 78' 89' | 2:10:0 | HB Tórshavn · 52' Rógvi Poulsen | Við Løkin, Runavík Widzów: 600 Sędzia: Petur Reinert |
|                        |                                       |        |                                 |                                                      |

#### 4. kolejka
| 26 kwietnia 2009 15:00 | HB Tórshavn · Fróði Benjaminsen 20' · Milan Kuljic 49' | 2:11:1 | Víkingur Gøta · 30' Hans Jørgen Djurhuus | Gundadalur, Tórshavn Widzów: 500 Sędzia: Lars Müller |
|                        |                                                        |        |                                          |                                                      |

| 26 kwietnia 2009 15:00 | EB/Streymur · Brian Olsen 52' · Bárður Olsen 71' · Sorin Anghel 85' | 3:40:1 | NSÍ Runavík · 43' 55' 90+3' Károly Potemkin · 81' Einar Hansen | Við Márgáir, Streymnes Sędzia: Páll Áugustinisen |
|                        |                                                                     |        |                                                                |                                                  |

| 26 kwietnia 2009 15:00 | KÍ Klaksvík | 0:10:0 | AB Argir · 73' Rasmus Nielsen | Djúpumýri, Klaksvík Sędzia: Dagfinn Olsen |
|                        |             |        |                               |                                           |

| 26 kwietnia 2009 15:00 | 07 Vestur · Hans Arni Ellefsen 3' · Milan Pejcic 45' · Jens Erik Rasmussen 81' 90' | 4:22:2 | B36 Tórshavn · 34' Sam Malsom · 45' Johan Ellingsgaard | Sørvágur Widzów: 500 Sędzia: Ransin Djúrhuus |
|                        |                                                                                    |        |                                                        |                                              |

| 26 kwietnia 2009 15:00 | ÍF Fuglafjørður · Høgni Zachariassen 11' · Frank Poulsen 50' · Andy Olsen 55' | 3:21:1 | B68 Toftir · 24' Jóan Símin Edmundsson · 90' Ahmed Keita | Fløtugerði, Fuglafjørður Widzów: 300 Sędzia: Eiler Rasmussen |
|                        |                                                                               |        |                                                          |                                                              |

#### 5. kolejka
| 3 maja 2009 15:00 | ÍF Fuglafjørður · Balázs Sinkó 17' | 1:0 | KÍ Klaksvík | Fløtugerði, Fuglafjørður Sędzia: Rúni Gaardbo |
|                   |                                    |     |             |                                               |

| 3 maja 2009 15:00 | NSÍ Runavík · Károly Potemkin 48' · Jústinus Hansen 64' | 2:20:1 | B68 Toftir · 45' Ndende Gueye · 83' Óli Olsen | Við Løkin, Runavík Widzów: 300 Sędzia: Lars Müller |
|                   |                                                         |        |                                               |                                                    |

| 3 maja 2009 15:00 | B36 Tórshavn · Brima Koroma 31' · Róaldur Jacobsen 52' | 2:21:1 | HB Tórshavn · 24' Fróði Clementsen (s) · 81' Hans á Lag | Gundadalur, Tórshavn Sędzia: Petur Reinert |
|                   |                                                        |        |                                                         |                                            |

| 3 maja 2009 17:00 | AB Argir · Kenneth Jacobsen 50' · Nikolai Lindholm 88' | 2:20:0 | 07 Vestur · 51' Tór Ingar Akselsen · 59' Jóhan Petur á Stongum | Vika Stadium, Argir Sędzia: Páll Áugustinisen |
|                   |                                                        |        |                                                                |                                               |

| 4 maja 2009 19:00 | Víkingur Gøta | 0:20:1 | EB/Streymur · 25' 90' Levi Hansen | Serpugerði, Gøta Sędzia: Dagfinn Olsen |
|                   |               |        |                                   |                                        |

#### 6. kolejka
| 9 maja 2009 15:00 | NSÍ Runavík · Károly Potemkin 42' | 1:21:0 | Víkingur Gøta · 63' Finnur Justinussen · 90+' Martin Olsen | Við Løkin, Runavík Widzów: 552 Sędzia: Eiler Rasmussen |
|                   |                                   |        |                                                            |                                                        |

| 10 maja 2009 15:00 | HB Tórshavn · Rasmus Nolsøe 6' · Páll Mohr Joensen 61' · Fróði Benjaminsen 66' · Bjarni Jørgensen 86' | 4:01:0 | AB Argir | Gundadalur, Tórshavn Widzów: 500 Sędzia: Dagfinn Olsen |
|                    | |        |          |                                                        |

| 10 maja 2009 15:00 | EB/Streymur | 0:0 | B36 Tórshavn | Við Márgáir, Streymnes Widzów: 700 Sędzia: Ransin Djúrhuus |
|                    |             |     |              |                                                            |

| 10 maja 2009 15:00 | 07 Vestur · Hendrik Rubeksen 56' | 1:10:0 | ÍF Fuglafjørður · 75' Nenad Saric | Sørvágur Sędzia: Petur Reinert |
|                    |                                  |        |                                   |                                |

| 10 maja 2009 15:00 | B68 Toftir · Ahmed Keita 44' · Niklas Joensen 59' | 2:01:0 | KÍ Klaksvík | Svangaskarð, Toftir Widzów: 400 Sędzia: Georg Rasmussen |
|                    |                                                   |        |             |                                                         |

#### 7. kolejka
| 17 maja 2009 15:00 | Víkingur Gøta · Sverri Jacobsen 27' · Hans Jørgen Djurhuus 59' · Finnur Justinussen 61' | 3:31:0 | B68 Toftir · 52' Ahmed Keita · 62' Jóan Símin Edmundsson · 87' Øssur Hansen | Serpugerði, Gøta Widzów: 500 Sędzia: Ransin Djúrhuus |
|                    |                                                                                         |        |                                                                             |                                                      |

| 17 maja 2009 17:00 | AB Argir · Janus Joensen 20' | 1:11:0 | EB/Streymur · 70' Rói Danielsen (s) | Vika Stadium, Argir Widzów: 400 Sędzia: Rúni Gaardbo |
|                    |                              |        |                                     |                                                      |

| 17 maja 2009 15:00 | B36 Tórshavn · Sam Malsom 17' 19' | 2:32:0 | NSÍ Runavík · 56' Hjalgrím Elttør · 65' Klæmint Olsen · 90' Jann Petersen | Gundadalur, Tórshavn Widzów: 600 Sędzia: Páll Áugustinisen |
|                    |                                   |        |                                                                           |                                                            |

| 17 maja 2009 15:00 | ÍF Fuglafjørður · Andy Olsen 69' | 1:30:1 | HB Tórshavn · 21' Fróði Benjaminsen · 49' Milan Kuljic · 64' Rógvi Poulsen | Fløtugerði, Fuglafjørður Widzów: 300 Sędzia: Georg Rasmussen |
|                    |                                  |        |                                                                            |                                                              |

| 17 maja 2009 15:00 | KÍ Klaksvík · Kristoffur Jakobsen 3' 21' | 2:2 | 07 Vestur · 26' 31' Jens Erik Rasmussen | Djúpumýri, Klaksvík Widzów: 300 Sędzia: Dagfinn Olsen |
|                    |                                          |     |                                         |                                                       |

#### 8. kolejka
| 21 maja 2009 17:00 | AB Argir | 0:1 | Víkingur Gøta · 25' Finnur Justinussen | Vika Stadium, Argir Widzów: 500 Sędzia: Georg Rasmussen |
|                    |          |     |                                        |                                                         |

| 21 maja 2009 17:00 | KÍ Klaksvík | 0:0 | EB/Streymur | Djúpumýri, Klaksvík Widzów: 650 Sędzia: Petur Reinert |
|                    |             |     |             |                                                       |

| 21 maja 2009 15:00 | B36 Tórshavn | 0:20:0 | B68 Toftir · 50' Óli Olsen · 78' Ndende Gueye | Gundadalur, Tórshavn Widzów: 500 Sędzia: Eiler Rasmussen |
|                    |              |        |                                               |                                                          |

| 21 maja 2009 15:00 | ÍF Fuglafjørður · Andy Olsen 90' | 1:20:1 | NSÍ Runavík · 29' Jann Martin Mortensen · 89' Bogi Løkin | Fløtugerði, Fuglafjørður Widzów: 300 Sędzia: Lars Müller |
|                    |                                  |        |                                                          |                                                          |

| 21 maja 2009 15:00 | 07 Vestur · Milan Pejcic 35' · Tór Ingar Akselsen 65' | 2:31:1 | HB Tórshavn · 34' 62' Fróði Benjaminsen · 75' Milan Kuljic | Sørvágur Sędzia: Páll Áugustinisen |
|                    |                                                       |        |                                                            |                                    |

#### 9. kolejka
| 24 maja 2009 15:00 | HB Tórshavn · Hans á Lag 41' · Andrew av Fløtum 45' 68' · Páll Mohr Joensen 49' | 4:22:0 | KÍ Klaksvík · 53' Kristoffur Jakobsen · 84' Sørmund Kalsø | Gundadalur, Tórshavn Widzów: 500 Sędzia: Eiler Rasmussen |
|                    |                                                                                 |        |                                                           |                                                          |

| 24 maja 2009 15:00 | EB/Streymur · Levi Hanssen 57' · Brian Olsen 79' | 2:20:2 | ÍF Fuglafjørður · 23' Andy Olsen · 36' Dánjal á Lakjuni | Við Márgáir, Streymnes Sędzia: Páll Áugustinisen |
|                    |                                                  |        |                                                         |                                                  |

| 24 maja 2009 15:00 | NSÍ Runavík | 0:1 | AB Argir · 43' Jobin Drangastein | Við Løkin, Runavík Widzów: 300 Sędzia: Rúni Gaardbo |
|                    |             |     |                                  |                                                     |

| 24 maja 2009 15:00 | B68 Toftir · Jóhan Símin Edmundsson 13' · Ahmed Keita 58' | 2:11:1 | 07 Vestur · 20' Jens Erik Rasmussen | Svangaskarð, Toftir Widzów: 300 Sędzia: Lars Müller |
|                    |                                                           |        |                                     |                                                     |

| 25 maja 2009 19:00 | Víkingur Gøta · Sverri Jacobsen 75' · Finnur Justinussen 78' 90+2' | 3:10:1 | B36 Tórshavn · 11' Atli Gregersen (s) | Serpugerði, Gøta Widzów: 500 Sędzia: Dagfinn Olsen |
|                    |                                                                    |        |                                       |                                                    |

### 2. część

#### 10. kolejka
| 1 czerwca 2009 15:00 | ÍF Fuglafjørður · Hanus Eliasen 60' | 1:20:0 | Víkingur Gøta · 71' Súni Olsen · 83' Andreas Lava Olsen | Fløtugerði, Fuglafjørður Sędzia: Rúni Gaardbo |
|                      |                                     |        |                                                         |                                               |

| 1 czerwca 2009 15:00 | B68 Toftir · Ahmed Keita 36' · Pól Jóhannus Justinussen 67' · Jónleif Højgaard 87' | 3:31:2 | HB Tórshavn · 35' Andrew av Fløtum · 45' Fróði Benjaminsen · 57' Rógvi Poulsen | Svangaskarð, Toftir Widzów: 650 Sędzia: Petur Reinert |
|                      |                                                                                    |        |                                                                                |                                                       |

| 1 czerwca 2009 15:00 | AB Argir · Tehe Aristide 3' · Janus Joensen 68' · Herbert Jacobsen (s) 90' | 3:11:1 | B36 Tórshavn · 12' Høgni Eysturoy | Vika Stadium, Argir Widzów: 500 Sędzia: Eiler Rasmussen |
|                      |                                                                            |        |                                   |                                                         |

| 1 czerwca 2009 17:00 | KÍ Klaksvík | 0:20:1 | NSÍ Runavík · 6' 90' Károly Potemkin | Djúpumýri, Klaksvík Sędzia: Ransin Djúrhuus |
|                      |             |        |                                      |                                             |

| 1 czerwca 2009 15:00 | 07 Vestur · Jens Erik Rasmussen 15' 37' · Tór Ingar Akselsen 71' | 3:52:1 | EB/Streymur · 35' Sorin Anghel · 51' Levi Hansen · 89' Alex dos Santos · 90+' Arnbjørn Hansen · 90+' Hans Pauli Samuelsen | Sørvágur Widzów: 507 Sędzia: Bárður Mortensen |
|                      |                                                                  |        | |                                               |

#### 11. kolejka
| 13 czerwca 2009 18:00 | AB Argir | 0:30:1 | B68 Toftir · 5' Pól Jóhannus Justinussen · 50' Dánjal Højgaard · 79' Ahmed Keita | Vika Stadium, Argir Widzów: 400 Sędzia: Ransin Djúrhuus |
|                       |          |        |                                                                                  |                                                         |

| 13 czerwca 2009 18:00 | Víkingur Gøta · Atli Gregersen 6' · Zoltán Bükszegi 51' · Súni Olsen 66' · Sverri Jacobsen 80' | 4:11:1 | KÍ Klaksvík · 38' Kristoffur Jakobsen | Serpugerði, Gøta Widzów: 400 Sędzia: Lars Müller |
|                       |                                                                                                |        |                                       |                                                  |

| 14 czerwca 2009 15:00 | NSÍ Runavík · Bogi Løkin 20' 47' 58' · Károly Potemkin 43' · Óli Hansen 82' | 5:12:0 | 07 Vestur · 65' Jens Erik Rasmussen | Við Løkin, Runavík Widzów: 500 Sędzia: Georg Rasmussen |
|                       |                                                                             |        |                                     |                                                        |

| 14 czerwca 2009 15:00 | EB/Streymur · Alex dos Santos 27' · Arnbjørn Hansen 53' | 2:31:2 | HB Tórshavn · 8' 31' Bjarni Jørgensen · 54' Andrew av Fløtum | Við Márgáir, Streymnes Sędzia: Dagfinn Olsen |
|                       |                                                         |        |                                                              |                                              |

| 14 czerwca 2009 15:00 | B36 Tórshavn | 0:0 | ÍF Fuglafjørður | Gundadalur, Tórshavn Widzów: 600 Sędzia: Petur Reinert |
|                       |              |     |                 |                                                        |

#### 12. kolejka
| 17 czerwca 2009 19:00 | ÍF Fuglafjørður · Bartal Eliasen 61' · Andy Olsen 85' · Vincent Jacobsen 90+2' | 3:00:0 | AB Argir | Fløtugerði, Fuglafjørður Widzów: 300 Sędzia: Georg Rasmussen |
|                       |                                                                                |        |          |                                                              |

| 17 czerwca 2009 19:00 | HB Tórshavn · Bjarni Jørgensen 13' · Rógvi Poulsen 61' · Andrew av Fløtum 73' 87' 90+3' | 5:21:0 | NSÍ Runavík · 76' 85' Hjalgrím Elttør | Gundadalur, Tórshavn Widzów: 800 Sędzia: Petur Reinert |
|                       |                                                                                         |        |                                       |                                                        |

| 17 czerwca 2009 19:00 | 07 Vestur | 0:0 | Víkingur Gøta | Sørvágur Sędzia: Ransin Djúrhuus |
|                       |           |     |               |                                  |

| 17 czerwca 2009 19:30 | B68 Toftir · Ahmed Keita 17' · Ndende Gueye 42' · Jóhan Símin Edmundsson 44' | 3:2 | EB/Streymur · 7' Egil á Bø · 29' Alex dos Santos | Svangaskarð, Toftir Widzów: 400 Sędzia: Eiler Rasmussen |
|                       |                                                                              |     |                                                  |                                                         |

| 17 czerwca 2009 19:00 | KÍ Klaksvík · Ivan Joensen 23' · Jógvan Isaksen 73' | 2:21:1 | B36 Tórshavn · 3' Brima Koroma · 65' Róaldur Jacobsen | Djúpumýri, Klaksvík Widzów: 400 Sędzia: Dagfinn Olsen |
|                       |                                                     |        |                                                       |                                                       |

#### 13. kolejka
| 20 czerwca 2009 17:15 | B36 Tórshavn · Magnus Olsen 82' · Bogi Hermansen 89' | 2:10:1 | 07 Vestur · 39' Tór Ingar Akselsen | Gundadalur, Tórshavn Widzów: 300 Sędzia: Lars Müller |
|                       |                                                      |        |                                    |                                                      |

| 20 czerwca 2009 18:30 | NSÍ Runavík · Óli Hansen 90+2' | 1:20:1 | EB/Streymur · 30' Hans Pauli Samuelsen · 49' Bárður Olsen | Við Løkin, Runavík Sędzia: Petur Reinert |
|                       |                                |        |                                                           |                                          |

| 21 czerwca 2009 15:00 | Víkingur Gøta · Finnur Justinussen 16' 51' | 2:31:1 | HB Tórshavn · 10' Mortan úr Hørg · 56' Bjarni Jørgensen · 88' Andrew av Fløtum | Serpugerði, Gøta Widzów: 600 Sędzia: Georg Rasmussen |
|                       |                                            |        |                                                                                |                                                      |

| 21 czerwca 2009 15:00 | AB Argir | 0:20:1 | KÍ Klaksvík · 44' Kristoffur Jakobsen · 56' Erland Berg Danielsen | Vika Stadium, Argir Widzów: 300 Sędzia: Eiler Rasmussen |
|                       |          |        |                                                                   |                                                         |

| 21 czerwca 2009 17:00 | B68 Toftir · Jóhan Símin Edmundsson 4' 47' | 2:11:1 | ÍF Fuglafjørður · 13' Aleksander Jovevic | Svangaskarð, Toftir Sędzia: Ransin Djúrhuus |
|                       |                                            |        |                                          |                                             |

#### 14. kolejka
| 24 czerwca 2009 18:00 | KÍ Klaksvík · Steffan Kalsø 15' · John Hammer 40' · Jógvan Isaksen 90+3' | 3:22:2 | ÍF Fuglafjørður · 18' Nenad Saric · 45+3' Balázs Sinkó | Djúpumýri, Klaksvík Sędzia: Petur Reinert |
|                       |                                                                          |        |                                                        |                                           |

| 24 czerwca 2009 19:00 | EB/Streymur · Pætur Dam Jacobsen 71' | 1:00:0 | Víkingur Gøta | Við Márgáir, Streymnes Widzów: 500 Sędzia: Ransin Djúrhuus |
|                       |                                      |        |               |                                                            |

| 24 czerwca 2009 19:00 | 07 Vestur | 0:0 | AB Argir | Sørvágur Widzów: 300 Sędzia: Dagfinn Olsen |
|                       |           |     |          |                                            |

| 25 czerwca 2009 18:00 | HB Tórshavn · Rógvi Poulsen 23' · Andrew av Fløtum 33' | 2:2 | B36 Tórshavn · 28' Bergur Midjord · 41' Magnus Olsen | Gundadalur, Tórshavn Widzów: 1000 Sędzia: Eiler Rasmussen |
|                       |                                                        |     |                                                      |                                                           |

| 25 czerwca 2009 19:00 | B68 Toftir · Ahmed Keita 40' · Niklas Joensen 70' | 2:21:1 | NSÍ Runavík · 20' Klæmint Olsen · 65' Bogi Løkin | Svangaskarð, Toftir Widzów: 650 Sędzia: Georg Rasmussen |
|                       |                                                   |        |                                                  |                                                         |

#### 15. kolejka
| 27 czerwca 2009 17:00 | AB Argir | 0:0 | HB Tórshavn | Vika Stadium, Argir Widzów: 300 Sędzia: Georg Rasmussen |
|                       |          |     |             |                                                         |

| 18 lipca 2009 18:00 | Víkingur Gøta · Sølvi Vatnhamar 81' | 1:00:0 | NSÍ Runavík | Serpugerði, Gøta · Widzów: 800 · Sędzia: Tony Pohjoimäki ( Finlandia) |
|                     |                                     |        |             |                                                                       |

| 19 lipca 2009 15:00 | ÍF Fuglafjørður · Dánjal á Lakjuni 1' · Andy Olsen 49' · Sigtór Petersen (s) 82' | 3:01:0 | 07 Vestur | Fløtugerði, Fuglafjørður Sędzia: Petur Reinert |
|                     |                                                                                  |        |           |                                                |

| 19 lipca 2009 15:00 | KÍ Klaksvík · Todi Jónsson 34' · Pall Klettskarð 90+3' | 2:41:2 | B68 Toftir · 27' Ahmed Keita · 45' 86' Niklas Joensen · 54' Óli Olsen | Djúpumýri, Klaksvík Sędzia: Dagfinn Olsen |
|                     |                                                        |        |                                                                       |                                           |

| 26 sierpnia 2009 | B36 Tórshavn · Brima Koroma 80' | 1:30:1 | EB/Streymur · 39' Egil á Bø · 48' Magnus Olsen (s) · 90' Hans Pauli Samuelsen | Gundadalur, Tórshavn Widzów: 1000 Sędzia: Ransin Djúrhuus |
|                  |                                 |        |                                                                               |                                                           |

#### 16. kolejka
| 26 lipca 2009 15:00 | 07 Vestur · Tór Ingar Akselsen 25' | 1:31:1 | KÍ Klaksvík · 4' Atli Danielsen · 69' Hjalgrím Elttør · 74' Pall Klettskarð | Sørvágur Widzów: 600 Sędzia: Dagfinn Olsen |
|                     |                                    |        |                                                                             |                                            |

| 26 lipca 2009 15:00 | NSÍ Runavík · Christian Høgni Jacobsen 50' 88' · Jann Ingi Petersen 81' | 3:00:0 | B36 Tórshavn | Við Løkin, Runavík Widzów: 300 Sędzia: Lars Müller |
|                     |                                                                         |        |              |                                                    |

| 26 lipca 2009 15:00 | HB Tórshavn | 0:0 | ÍF Fuglafjørður | Gundadalur, Tórshavn Sędzia: Páll Áugustinisen |
|                     |             |     |                 |                                                |

| 5 sierpnia 2009 19:00 | EB/Streymur | 0:30:2 | AB Argir · 34' Dion Splidt · 45' Stig-Roar Søbstad · 89' Rasmus Nielsen | Við Márgáir, Streymnes Widzów: 500 Sędzia: Eiler Rasmussen |
|                       |             |        |                                                                         |                                                            |

| 5 sierpnia 2009 19:00 | B68 Toftir · Ndende Gueye 45+2' · Øssur Hansen 80' | 2:21:1 | Víkingur Gøta · 4' 71' Finnur Justinussen | Svangaskarð, Toftir Sędzia: Dagfinn Olsen |
|                       |                                                    |        |                                           |                                           |

#### 17. kolejka
| 2 sierpnia 2009 15:00 | HB Tórshavn · Milan Kuljić 29' · Bjarni Jørgensen 33' · Fróði Benjaminsen 42' · Rógvi Poulsen 62' | 4:33:2 | 07 Vestur · 32' 83' Tamba Yarjah · 44' Jens Erik Rasmussen | Gundadalur, Tórshavn Widzów: 1500 Sędzia: Georg Rasmussen |
|                       |                                                                                                   |        |                                                            |                                                           |

| 2 sierpnia 2009 15:00 | Víkingur Gøta · Finnur Justinussen 41' | 1:0 | AB Argir | Serpugerði, Gøta Widzów: 300 Sędzia: Lars Müller |
|                       |                                        |     |          |                                                  |

| 2 sierpnia 2009 15:00 | B68 Toftir · Ahmed Keita 1' · Pól Justinussen 41' · Nenad Stanković 54' | 3:02:0 | B36 Tórshavn | Svangaskarð, Toftir Widzów: 300 Sędzia: Bárður Mortensen |
|                       |                                                                         |        |              |                                                          |

| 2 sierpnia 2009 15:00 | EB/Streymur · Sorin Anghel 2' 71' · Arnbjørn Hansen 10' 88' · Hans Pauli Samuelsen 15' · Alex dos Santos 19' · Leif Niclasen 79' | 7:04:0 | KÍ Klaksvík | Við Márgáir, Streymnes Widzów: 1000 Sędzia: Petur Reinert |
|                       | |        |             |                                                           |

| 3 sierpnia 2009 19:00 | NSÍ Runavík · Jann Ingi Petersen 19' · Óli Hansen 29' · Einar Hansen 43' · Klæmint Andrasson Olsen 53' | 4:13:1 | ÍF Fuglafjørður · 27' Balázs Sinkó | Við Løkin, Runavík Widzów: 600 Sędzia: Eiler Rasmussen |
|                       | |        |                                    |                                                        |

#### 18. kolejka
| 6 sierpnia 2009 17:30 | KÍ Klaksvík | 0:20:1 | HB Tórshavn · 19' Andrew av Fløtum · 85' Hanus Thorleifsson | Djúpumýri, Klaksvík Sędzia: Petur Reinert |
|                       |             |        |                                                             |                                           |

| 8 sierpnia 2009 15:00 | 07 Vestur · Milan Pejcić 8' | 1:0 | B68 Toftir | Sørvágur Sędzia: Ransin Djúrhuus |
|                       |                             |     |            |                                  |

| 8 sierpnia 2009 15:00 | B36 Tórshavn · Bergur Midjord 13' | 1:31:2 | Víkingur Gøta · 6' Zoltán Bükszegi · 43' 90+2' Finnur Justinussen | Gundadalur, Tórshavn Widzów: 300 Sędzia: Rúni Gaardbo |
|                       |                                   |        |                                                                   |                                                       |

| 8 sierpnia 2009 15:00 | ÍF Fuglafjørður · Frank Poulsen 20' · Rógvi Jacobsen 24' 52' | 3:12:0 | EB/Streymur · 90' Arnbjørn Hansen | Fløtugerði, Fuglafjørður Sędzia: Eiler Rasmussen |
|                       |                                                              |        |                                   |                                                  |

| 8 sierpnia 2009 17:00 | AB Argir · Dion Splidt 20' · Stig-Roar Søbstad 62' · Kenneth Jacobsen 85' | 3:11:1 | NSÍ Runavík · 17' Christian Høgni Jacobsen | Vika Stadium, Argir Sędzia: Páll Áugustinisen |
|                       |                                                                           |        |                                            |                                               |

### 3. część

#### 19. kolejka
| 15 sierpnia 2009 15:00 | B36 Tórshavn | 0:20:0 | AB Argir · 68' Rasmus Nielsen · 75' Stig-Roar Søbstad | Gundadalur, Tórshavn Widzów: 400 Sędzia: Eiler Rasmussen |
|                        |              |        |                                                       |                                                          |

| 16 sierpnia 2009 | EB/Streymur · Arnbjørn Hansen 90+1' | 1:00:0 | 07 Vestur | Við Márgáir, Streymnes Widzów: 350 Sędzia: Rúni Gaardbo |
|                  |                                     |        |           |                                                         |

| 16 sierpnia 2009 15:00 | Víkingur Gøta · Andreas Lava Olsen 57' · Súni Olsen 83' | 2:30:1 | ÍF Fuglafjørður · 38' 56' Øssur Dalbúð · 71' Balázs Sinkó | Serpugerði, Gøta Widzów: 1500 Sędzia: Georg Rasmussen |
|                        |                                                         |        |                                                           |                                                       |

| 16 sierpnia 2009 15:00 | HB Tórshavn · Andrew av Fløtum 7' 9' · Bjarni Jørgensen 60' | 3:12:0 | B68 Toftir · 83' Jóhan Petur Poulsen | Gundadalur, Tórshavn Widzów: 600 Sędzia: Lars Müller |
|                        |                                                             |        |                                      |                                                      |

| 16 sierpnia 2009 17:00 | NSÍ Runavík · Christian Høgni Jacobsen 53' · Jann Ingi Petersen 56' · Károly Potemkin 77' | 3:20:2 | KÍ Klaksvík · 2' Oddmar á Lakjuni · 45' Steffan Kalsø | Við Løkin, Runavík Sędzia: Ransin Djúrhuus |
|                        |                                                                                           |        |                                                       |                                            |

#### 20. kolejka
| 19 sierpnia 2009 18:00 | HB Tórshavn | 0:10:0 | EB/Streymur · 90+1' Rasmus Nolsøe (s) | Gundadalur, Tórshavn Widzów: 800 Sędzia: Petur Reinert |
|                        |             |        |                                       |                                                        |

| 19 sierpnia 2009 18:30 | ÍF Fuglafjørður · Andy Olsen 44' | 1:1 | B36 Tórshavn · 27' Magnus Olsen | Fløtugerði, Fuglafjørður Widzów: 300 Sędzia: Rúni Gaardbo |
|                        |                                  |     |                                 |                                                           |

| 19 sierpnia 2009 19:00 | KÍ Klaksvík · Hjalgrím Elttør 17' 52' | 2:01:0 | Víkingur Gøta | Djúpumýri, Klaksvík Sędzia: Dagfinn Olsen |
|                        |                                       |        |               |                                           |

| 19 sierpnia 2009 19:00 | 07 Vestur · Tór Ingar Akselsen 60' · Jóhan Petur á Stongum 81' | 2:20:2 | NSÍ Runavík · 13' Óli Hansen · 33' Christian Høgni Jacobsen | Sørvágur Widzów: 250 Sędzia: Eiler Rasmussen |
|                        |                                                                |        |                                                             |                                              |

| 19 sierpnia 2009 19:00 | B68 Toftir | 0:0 | AB Argir | Svangaskarð, Toftir Widzów: 150 Sędzia: Bárður Mortensen |
|                        |            |     |          |                                                          |

#### 21. kolejka
| 22 sierpnia 2009 17:30 | Víkingur Gøta · Andreas Lava Olsen 70' 76' | 2:30:2 | 07 Vestur · 2' 43' Tamba Yarjah · 68' Jón Nielsen | Serpugerði, Gøta Sędzia: Ransin Djúrhuus |
|                        |                                            |        |                                                   |                                          |

| 23 sierpnia 2009 13:00 | NSÍ Runavík | 0:20:1 | HB Tórshavn · 38' Milan Kuljic · 49' Hans á Lag | Við Løkin, Runavík · Widzów: 500 · Sędzia: Michael Tykgaard ( Dania) |
|                        |             |        |                                                 |                                                                      |

| 23 sierpnia 2009 15:00 | EB/Streymur · Arnbjørn Hansen 3' 26' · Hans Pauli Samuelsen 39' · Sorin Anghel 49' | 4:03:0 | B68 Toftir | Við Márgáir, Streymnes Sędzia: Dagfinn Olsen |
|                        |                                                                                    |        |            |                                              |

| 23 sierpnia 2009 15:00 | B36 Tórshavn · Jákup á Borg 18' · Róaldur Jacobsen 61' · Bergur Midjord 90' | 3:0 | KÍ Klaksvík | Gundadalur, Tórshavn Widzów: 2000 Sędzia: Lars Müller |
|                        |                                                                             |     |             |                                                       |

| 23 sierpnia 2009 17:00 | AB Argir · Nikolaj Eriksen 18' 51' · Morten Overgaard 60' · Stig-Roar Søbstad 69' | 4:21:1 | ÍF Fuglafjørður · 35' Nenad Saric · 87' Balázs Sinkó | Vika Stadium, Argir Sędzia: Eiler Rasmussen |
|                        |                                                                                   |        |                                                      |                                             |

#### 22. kolejka
| 30 sierpnia 2009 15:00 | HB Tórshavn · Rógvi Poulsen 38' | 1:11:0 | Víkingur Gøta · 58' Sølvi Vatnhamar | Gundadalur, Tórshavn Sędzia: Dagfinn Olsen |
|                        |                                 |        |                                     |                                            |

| 30 sierpnia 2009 15:00 | KÍ Klaksvík · Atli Danielsen 89' | 1:10:0 | AB Argir · 66' Tróndur Sigurdson | Djúpumýri, Klaksvík Widzów: 400 Sędzia: Rúni Gaardbo |
|                        |                                  |        |                                  |                                                      |

| 30 sierpnia 2009 15:00 | 07 Vestur · Bergur Midjord 11' (s) · Jóhan Petur á Stongum 61' | 2:01:0 | B36 Tórshavn | Sørvágur Widzów: 500 Sędzia: Petur Reinert |
|                        |                                                                |        |              |                                            |

| 30 sierpnia 2009 15:00 | B68 Toftir · Ahmed Keita 2' 42' 77' · Óli Hansen 27' · Debes Danielsen 62' | 5:23:1 | ÍF Fuglafjørður · 37' Andy Olsen · 85' Rógvi Jacobsen | Svangaskarð, Toftir Sędzia: Ransin Djúrhuus |
|                        |                                                                            |        |                                                       |                                             |

| 31 sierpnia 2009 18:00 | EB/Streymur · Dánjal Davidsen 37' · Arnbjørn Hansen 72' | 2:21:0 | NSÍ Runavík · 49' 80' Christian Høgni Jacobsen | Við Márgáir, Streymnes Sędzia: Bárður Mortensen |
|                        |                                                         |        |                                                |                                                 |

#### 23. kolejka
| 12 września 2009 16:00 | ÍF Fuglafjørður · Rógvi Jacobsen 31' 41' · Øssur Dalbúð 45' · Nenad Saric 56' · Andy Olsen 90+' | 5:03:0 | KÍ Klaksvík | Fløtugerði, Fuglafjørður Widzów: 500 Sędzia: Eiler Rasmussen |
|                        |                                                                                                 |        |             |                                                              |

| 13 września 2009 13:00 | AB Argir · Stig-Roar Søbstad 51' · Nikolaj Eriksen 57' | 2:10:0 | 07 Vestur · 65' Milan Pejcic | Vika Stadium, Argir Widzów: 300 Sędzia: Lars Müller |
|                        |                                                        |        |                              |                                                     |

| 13 września 2009 15:00 | NSÍ Runavík | 0:10:0 | B68 Toftir · 47' Óli Olsen | Við Løkin, Runavík Widzów: 650 Sędzia: Petur Reinert |
|                        |             |        |                            |                                                      |

| 13 września 2009 15:00 | Víkingur Gøta · Zoltán Bükszegi 5' · Andreas Lava Olsen 23' · Finnur Justinussen 73' | 3:02:0 | EB/Streymur | Serpugerði, Gøta Widzów: 700 Sędzia: Rúni Gaardbo |
|                        |                                                                                      |        |             |                                                   |

| 13 września 2009 15:30 | B36 Tórshavn · Christian Mouritsen 69' | 1:00:0 | HB Tórshavn | Gundadalur, Tórshavn Widzów: 2000 Sędzia: Dagfinn Olsen |
|                        |                                        |        |             |                                                         |

#### 24. kolejka
| 16 września 2009 18:00 | HB Tórshavn · Fróði Benjaminsen 17' | 1:11:0 | AB Argir · 65' Alex Mellemgaard | Gundadalur, Tórshavn Widzów: 823 Sędzia: Lars Müller |
|                        |                                     |        |                                 |                                                      |

| 16 września 2009 18:00 | EB/Streymur · Alex dos Santos 61' · Brian Olsen 65' · Sorin Anghel 85' · Arnbjørn Hansen 87' | 4:10:1 | B36 Tórshavn · 24' Poul Arni Jacobsen | Við Márgáir, Streymnes Widzów: 800 Sędzia: Petur Reinert |
|                        |                                                                                              |        |                                       |                                                          |

| 16 września 2009 18:00 | NSÍ Runavík · Christian Høgni Jacobsen 32' 65' | 2:11:0 | Víkingur Gøta · 74' Atli Gregersen | Við Løkin, Runavík Sędzia: Ransin Djúrhuus |
|                        |                                                |        |                                    |                                            |

| 16 września 2009 18:00 | 07 Vestur · Milan Pejcic 21' · Jens Erik Rasmussen 43' | 2:22:0 | ÍF Fuglafjørður · 50' Øssur Dalbúð · 81' Dánjal á Lakjuni | Sørvágur Widzów: 400 Sędzia: Rúni Gaardbo |
|                        |                                                        |        |                                                           |                                           |

| 16 września 2009 | B68 Toftir | 0:1 | KÍ Klaksvík · 7' Jóhan Dávur Højgaard (s) | Svangaskarð, Toftir Sędzia: Dagfinn Olsen |
|                  |            |     |                                           |                                           |

#### 25. kolejka
| 20 września 2009 15:00 | B36 Tórshavn · Brima Koroma 5' 23' 45' · Dennis Holmberg 9' · Bergur Midjord 53' | 5:24:0 | NSÍ Runavík · 65' Sjúrdur Jacobsen · 78' Károly Potemkin | Gundadalur, Tórshavn Widzów: 700 Sędzia: Lars Müller |
|                        |                                                                                  |        |                                                          |                                                      |

| 20 września 2009 15:00 | AB Argir | 0:30:2 | EB/Streymur · 13' 57' Arnbjørn Hansen · 41' Levi Hanssen | Vika Stadium, Argir Widzów: 400 Sędzia: Rúni Gaardbo |
|                        |          |        |                                                          |                                                      |

| 20 września 2009 15:00 | ÍF Fuglafjørður · Frank Poulsen 3' · Rógvi Jacobsen 80' · Dánjal á Lakjuni 90+3' | 3:01:0 | HB Tórshavn | Fløtugerði, Fuglafjørður Sędzia: Dagfinn Olsen |
|                        |                                                                                  |        |             |                                                |

| 20 września 2009 15:00 | KÍ Klaksvík · Hjalgrím Elttør 20' · Sørmund Kalsø 66' | 2:11:0 | 07 Vestur · 90+1' Gunnar Haraldsen | Djúpumýri, Klaksvík Widzów: 800 Sędzia: Petur Reinert |
|                        |                                                       |        |                                    |                                                       |

| 20 września 2009 15:00 | Víkingur Gøta · Hanus Jacobsen 44' · Finnur Justinussen 60' | 2:01:0 | B68 Toftir | Serpugerði, Gøta Sędzia: Ransin Djúrhuus |
|                        |                                                             |        |            |                                          |

#### 26. kolejka
| 27 września 2009 15:00 | HB Tórshavn · Hans á Lag 2' · Andrew av Fløtum 26' · Fróði Benjaminsen 41' · Rógvi Poulsen 46' | 4:23:0 | KÍ Klaksvík · 61' 80' Hjalgrím Elttør | Gundadalur, Tórshavn Widzów: 1500 Sędzia: Eiler Rasmussen |
|                        |                                                                                                |        |                                       |                                                           |

| 27 września 2009 15:00 | EB/Streymur · Arnbjørn Hansen 11' · Pauli Hansen 34' · Hans Pauli Samuelsen 90' | 3:22:2 | ÍF Fuglafjørður · 24' Rógvi Jacobsen · 26' Aleksandar Jovovic | Við Márgáir, Streymnes Sędzia: Ransin Djúrhuus |
|                        |                                                                                 |        |                                                               |                                                |

| 27 września 2009 15:00 | NSÍ Runavík · Károly Potemkin 22' · Bogi Løkin 25' 42' | 3:1 | AB Argir · 40' Nikolai Lindholm | Við Løkin, Runavík Widzów: 350 Sędzia: Petur Reinert |
|                        |                                                        |     |                                 |                                                      |

| 27 września 2009 15:00 | Víkingur Gøta · Finnur Justinussen 34' 52' 55' · Sølvi Vatnhamar 37' | 4:32:0 | B36 Tórshavn · 61' Bergur Midjord · 68' Odmar Færø · 87' Sjúrður Thomassen | Serpugerði, Gøta Sędzia: Dagfinn Olsen |
|                        |                                                                      |        |                                                                            |                                        |

| 27 września 2009 15:00 | B68 Toftir · Óli Olsen 41' · Nenad Stanković 58' · Jóhan Petur Poulsen 69' | 3:01:0 | 07 Vestur | Svangaskarð, Toftir Widzów: 500 Sędzia: Lars Müller |
|                        |                                                                            |        |           |                                                     |

#### 27. kolejka
| 3 października 2009 14:30 | B36 Tórshavn · Jákup á Borg 87' | 1:10:1 | B68 Toftir · 5' Ahmed Keita | Gundadalur, Tórshavn Widzów: 500 Sędzia: Lars Müller |
|                           |                                 |        |                             |                                                      |

| 3 października 2009 14:30 | AB Argir | 0:10:0 | Víkingur Gøta · 84' Aslakur Petersen | Vika Stadium, Argir Widzów: 75 Sędzia: Bárður Mortensen |
|                           |          |        |                                      |                                                         |

| 3 października 2009 14:30 | KÍ Klaksvík | 0:20:0 | EB/Streymur · 52' Arnbjørn Hansen · 61' Sorin Anghel | Djúpumýri, Klaksvík Sędzia: Dagfinn Olsen |
|                           |             |        |                                                      |                                           |

| 3 października 2009 15:00 | 07 Vestur · Aco Pandurovic 45' · Torkil Kollsker 66' | 2:31:1 | HB Tórshavn · 19' Milan Kuljić · 50' Fróði Benjaminsen · 74' Johan Mouritsen | Sørvágur Sędzia: Petur Reinert |
|                           |                                                      |        |                                                                              |                                |

| 3 października 2009 15:30 | ÍF Fuglafjørður · Poul Ennigarð 50' | 1:30:0 | NSÍ Runavík · 60' Jóhan Davidsen · 75' Frank Poulsen (s) · 78' Bogi Løkin | Fløtugerði, Fuglafjørður Sędzia: Ransin Djúrhuus |
|                           |                                     |        |                                                                           |                                                  |